# Ascenso LPF Apertura 2016
La Liga Nacional de Ascenso Apertura 2016, es el comienzo de la temporada 2016-17 de la segunda división de Panamá. Buscando mayor competencia y que los equipos tengan más posibilidades de obtener puntos se cambió del formato de grupos al de todos contra todos.
Este torneo arrancó el jueves 28 de julio de 2016 y el ganador esta por definirse.
Por primera vez en el torneo y en la Liga debutaron 5 nuevos equipos: el recién ascendido Panamá Viejo FC, el recién descendido de la Primera División (LPF) Atlético Chiriqui, el Azuero FC, C.D. Sport West FC creados en 2016 y Leones de América adquirió a SUNTRACS FC.

## Equipos

### Equipos en la temporada 2016-17
| Nombre                            | Ciudad              | Fundación          |
| --------------------------------- | ------------------- | ------------------ |
| Leones de América                 | Panamá Este         | 2005               |
| Colón C-3                         | Colón               | 9 de marzo de 2010 |
| New York FC                       | Colón               | 2010               |
| Atlético Chiriqui                 | David               | 2002               |
| Río Abajo FC                      | Panamá              | 1987               |
| Panamá Viejo FC                   | Panamá              | 1978               |
| Azuero FC                         | Península de Azuero | 2016               |
| SD Panamá Oeste                   | Arraiján            | 2011               |
| CD Centenario                     | Penonomé            | 2011               |
| Sport West FC                     | Panamá Oeste        | 2016               |
| Costa del Este FC                 | Panamá              | 2008               |
| Deportivo Municipal San Miguelito | San Miguelito       | 2015               |
| Tierra Firme FC                   | San Miguelito       | 1985               |
| CA Independiente                  | La Chorrera         | 1982               |

- En cursiva, equipo ascendido de Copa Rommel Fernández.

## Calendario de partidos
Fecha # 5
Sábado 27 de agosto de 2016
Estadio Virgilio Tejeira Andrión
CD Centenario 1 vs 1 Panamá Viejo FC
Estadio Maracaná del Chorrillo (Panamá)
Costa del Este FC 2 vs 2 Azuero FC
SD Panamá Oeste 1 vs 0 Tierra Firme FC
CAI La Chorrera 2 vs 0 Leones de América FC

## Tabla General
|  |     | Equipos de fútbol | PJ | Pts | GF | GC | Dif |
|  | --- | ----------------- | -- | --- | -- | -- | --- |
|  | 1.  | CAI La Chorrera   | 13 | 26  | 22 | 10 | +12 |
|  | 2.  | Costa del Este FC | 13 | 23  | 16 | 11 | +5  |
|  | 3.  | D. Municipal SM   | 13 | 23  | 21 | 14 | +7  |
|  | 4.  | SD Panamá Oeste   | 13 | 22  | 20 | 17 | +3  |
|  | 5.  | CD Centenario     | 13 | 20  | 17 | 12 | +5  |
|  | 6.  | Colón C-3 FC      | 13 | 20  | 17 | 18 | -1  |
|  | 7.  | CD Sport West FC  | 13 | 18  | 17 | 20 | -3  |
|  | 8.  | Atlético Chiriqui | 13 | 18  | 15 | 15 | 0   |
|  | 9.  | Leones de América | 13 | 16  | 14 | 14 | 0   |
|  | 10. | New York FC       | 13 | 15  | 20 | 25 | -5  |
|  | 11. | Tierra Firme FC   | 13 | 14  | 13 | 19 | -6  |
|  | 12. | Azuero FC         | 13 | 13  | 16 | 18 | -2  |
|  | 13. | Panamá Viejo FC   | 13 | 12  | 20 | 24 | -4  |
|  | 14. | Río Abajo FC      | 13 | 5   | 13 | 24 | -11 |

 Nota: 
- [*] Debutan por primera vez en la Liga "Azuero FC" y "Leones de América".

## Fase Final - Eliminatorias
|  | Cuartos de final                                        | Cuartos de final                                        | Cuartos de final                                        |       |                   | Semifinales                                         | Semifinales                                         | Semifinales                                         |  |  | Final                        | Final                        | Final                        |
|  | 28 y 29 de octubre (ida) 1, 4 y 5 de noviembre (vuelta) | 28 y 29 de octubre (ida) 1, 4 y 5 de noviembre (vuelta) | 28 y 29 de octubre (ida) 1, 4 y 5 de noviembre (vuelta) |       |                   | 12 de noviembre (ida) 18 y 19 de noviembre (vuelta) | 12 de noviembre (ida) 18 y 19 de noviembre (vuelta) | 12 de noviembre (ida) 18 y 19 de noviembre (vuelta) |  |  | 26 o 27 de noviembre (Final) | 26 o 27 de noviembre (Final) | 26 o 27 de noviembre (Final) |
|  |                                                         |                                                         |                                                         |       |                   |                                                     |                                                     |                                                     |  |  |                              |                              |                              |
|  | CAI La Chorrera                                         | 0                                                       | 3                                                       |       |                   |                                                     |                                                     |                                                     |  |  |                              |                              |                              |
|  | Atlético Chiriqui                                       | 0                                                       | 2                                                       |       |                   |                                                     |                                                     |                                                     |  |  |                              |                              |                              |
|  | Atlético Chiriqui                                       | 0                                                       | 2                                                       |       | CAI La Chorrera   | 0                                                   | 1 (4)                                               |                                                     |  |  |                              |                              |                              |
|  |                                                         |                                                         |                                                         |       | CAI La Chorrera   | 0                                                   | 1 (4)                                               |                                                     |  |  |                              |                              |                              |
|  |                                                         | CD Centenario                                           | 1                                                       | 0 (3) |                   |                                                     |                                                     |                                                     |  |  |                              |                              |                              |
|  | SD Panamá Oeste                                         | CD Centenario                                           | 1                                                       | 0 (3) | 0                 | 0                                                   |                                                     |                                                     |  |  |                              |                              |                              |
|  | SD Panamá Oeste                                         |                                                         |                                                         |       | 0                 | 0                                                   |                                                     |                                                     |  |  |                              |                              |                              |
|  | CD Centenario                                           | 1                                                       | 1                                                       |       |                   |                                                     |                                                     |                                                     |  |  |                              |                              |                              |
|  |                                                         |                                                         |                                                         |       |                   |                                                     |                                                     |                                                     |  |  | CAI La Chorrera              | 1                            |                              |
|  |                                                         |                                                         | Costa del Este                                          | 2     |                   |                                                     |                                                     |                                                     |  |  |                              |                              |                              |
|  | Costa del Este FC                                       | 0                                                       | 2 (4)                                                   |       |                   |                                                     |                                                     |                                                     |  |  |                              |                              |                              |
|  | CD Sport West FC                                        | 1                                                       | 1 (2)                                                   |       |                   |                                                     |                                                     |                                                     |  |  |                              |                              |                              |
|  | CD Sport West FC                                        | 1                                                       | 1 (2)                                                   |       | Costa Del Este FC | 1                                                   | 0                                                   |                                                     |  |  |                              |                              |                              |
|  |                                                         |                                                         |                                                         |       | Costa Del Este FC | 1                                                   | 0                                                   |                                                     |  |  |                              |                              |                              |
|  |                                                         | Municipal SM                                            | 0                                                       | 0     |                   |                                                     |                                                     |                                                     |  |  |                              |                              |                              |
|  | Municipal SM                                            | Municipal SM                                            | 0                                                       | 0     | 1                 | 2                                                   |                                                     |                                                     |  |  |                              |                              |                              |
|  | Municipal SM                                            |                                                         |                                                         |       | 1                 | 2                                                   |                                                     |                                                     |  |  |                              |                              |                              |
|  | Colón C-3 FC                                            | 0                                                       | 1                                                       |       |                   |                                                     |                                                     |                                                     |  |  |                              |                              |                              |

### CAI La Chorrera - Atlético Chiriqui
| Sábado 29 de octubre de 2016 | Atlético Chiriqui | 0:0 | CAI La Chorrera | Estadio de Bugaba, David, Chiriquí. |  |

| Sábado 5 de noviembre de 2016 | CAI La Chorrera | 3:2 | Atlético Chiriqui | Estadio Agustín Muquita Sánchez, La Chorrera, Panamá Oeste. |  |
| CAI La Chorrera               |                 |     |                   |                                                             |  |

### Costa del Este - Sport West FC
| Viernes 28 de octubre de 2016 | Sport West FC | 1:0 | Costa del Este FC | Estadio Agustín Muquita Sánchez, La Chorrera. |  |

| Martes 1 de noviembre de 2016 | Costa del Este FC | 2:1 (4:2) | Sport West FC | Estadio Maracaná, Panamá |  |
| Costa del Este FC             |                   |           |               |                          |  |

### Deportivo Municipal SM - Colón C3 FC
| Sábado 29 de octubre de 2016 | Colón C3 FC | 0:1 | Municipal SM | Estadio Armando Dely Valdés, Colón. |  |

| Viernes 4 de noviembre de 2016 | Municipal SM | 2:1 | Colón C3 FC | Estadio Maracaná del Chorrillo, Panamá. |  |
| Ganador 3                      |              |     |             |                                         |  |

### SD Panamá Oeste - CD Centenario
| Sábado 29 de octubre de 2016 | CD Centenario | 1:0 | SD Panamá Oeste | Estadio Virgilio Tejeira, Penonomé |  |

| Viernes 4 de noviembre de 2016 | SD Panamá Oeste | 0:1 | CD Centenario | Estadio Maracaná del Chorrillo, Panamá |  |
| CD CENTENARIO                  |                 |     |               |                                        |  |

### CAI La Chorrera - CD Centenario
| Sábado 12 de noviembre de 2016 | CD Centenario | 1:0 | CAI La Chorrera | Estadio Virgilio Tejeira, Penonomé |  |

| 19 de noviembre | CAI La Chorrera | 1:0 (4:3) | CD Centenario | Estadio Agustín Muquita Sánchez, La Chorrera |  |
| Ganador 1       |                 |           |               |                                              |  |

### Costa Del Este - Municipal SM
| 12 de noviembre de 2016 | Municipal SM | 0:1 | Costa del Este | Estadio Maracaná, Panamá |  |

| 18 de noviembre | Costa del Este | 0:0 | Municipal SM | Estadio Maracaná, Panamá |  |
| Ganador 2       |                |     |              |                          |  |

### CAI La Chorrera - Costa del Este
|                                  | CAI La Chorrera | 1:2 | Costa del Este FC | Estadio Maracaná, Panamá |  |
| Campeón del Torneo Apertura 2016 |                 |     |                   |                          |  |

#### Final - Ida
| 1     | POR   | ? |  |
| 2     | DEF   | ? |  |
| 3     | DEF   | ? |  |
| 4     | DEF   | ? |  |
| 5     | DEF   | ? |  |
| 6     | MED   | ? |  |
| 7     | MED   | ? |  |
| 8     | MED   | ? |  |
| 9     | MED   | ? |  |
| 10    | DEL   | ? |  |
| 11    | DEL   | ? |  |
| D. T. | D. T. | ? |  |

| 1     | POR   | ? |  |
| 2     | DEF   | ? |  |
| 3     | DEF   | ? |  |
| 4     | DEF   | ? |  |
| 5     | DEF   | ? |  |
| 6     | MED   | ? |  |
| 7     | MED   | ? |  |
| 8     | MED   | ? |  |
| 9     | MED   | ? |  |
| 10    | DEL   | ? |  |
| 11    | DEL   | ? |  |
| D. T. | D. T. | ? |  |

| 12 | Defensa        | ? | Entró |
| 13 | Centrocampista | ? | Entró |
| 14 | Delantero      | ? | Entró |

| 12 | Defensa        | ? | Entró |
| 13 | Centrocampista | ? | Entró |
| 14 | Delantero      | ? | Entró |

| Anotado · Anotado | ? | : |

| Anotado · Anotado | ? | : |

| Amonestado · Amonestado | ? |

| Amonestado · Amonestado | ? |

| Expulsado · Otorgado · Expulsado | ? |

| Expulsado · Otorgado · Expulsado | ? |

| Principal  | ? |
| Asistentes | ? |
|            | ? |
| Cuarto     | ? |

|                    |   |   |
| Tiros              | - | - |
| Tiros a puerta     | - | - |
| Faltas             | - | - |
| Saques de esquina  | - | - |
| Penaltis           | - | - |
| Fueras de juego    | - | - |
| Posesión del balón | % | % |

| Alineación inicial |

| 1     | POR   | ? |  |
| 2     | DEF   | ? |  |
| 3     | DEF   | ? |  |
| 4     | DEF   | ? |  |
| 5     | DEF   | ? |  |
| 6     | MED   | ? |  |
| 7     | MED   | ? |  |
| 8     | MED   | ? |  |
| 9     | MED   | ? |  |
| 10    | DEL   | ? |  |
| 11    | DEL   | ? |  |
| D. T. | D. T. | ? |  |

| 1     | POR   | ? |  |
| 2     | DEF   | ? |  |
| 3     | DEF   | ? |  |
| 4     | DEF   | ? |  |
| 5     | DEF   | ? |  |
| 6     | MED   | ? |  |
| 7     | MED   | ? |  |
| 8     | MED   | ? |  |
| 9     | MED   | ? |  |
| 10    | DEL   | ? |  |
| 11    | DEL   | ? |  |
| D. T. | D. T. | ? |  |

| 12 | Defensa        | ? | Entró |
| 13 | Centrocampista | ? | Entró |
| 14 | Delantero      | ? | Entró |

| 12 | Defensa        | ? | Entró |
| 13 | Centrocampista | ? | Entró |
| 14 | Delantero      | ? | Entró |

| Anotado · Anotado | ? | : |

| Anotado · Anotado | ? | : |

| Amonestado · Amonestado | ? |

| Amonestado · Amonestado | ? |

| Expulsado · Otorgado · Expulsado | ? |

| Expulsado · Otorgado · Expulsado | ? |

| Principal  | ? |
| Asistentes | ? |
|            | ? |
| Cuarto     | ? |

|                    |   |   |
| Tiros              | - | - |
| Tiros a puerta     | - | - |
| Faltas             | - | - |
| Saques de esquina  | - | - |
| Penaltis           | - | - |
| Fueras de juego    | - | - |
| Posesión del balón | % | % |

| Alineación inicial |

| 1     | POR   | ? |  |
| 2     | DEF   | ? |  |
| 3     | DEF   | ? |  |
| 4     | DEF   | ? |  |
| 5     | DEF   | ? |  |
| 6     | MED   | ? |  |
| 7     | MED   | ? |  |
| 8     | MED   | ? |  |
| 9     | MED   | ? |  |
| 10    | DEL   | ? |  |
| 11    | DEL   | ? |  |
| D. T. | D. T. | ? |  |

| 1     | POR   | ? |  |
| 2     | DEF   | ? |  |
| 3     | DEF   | ? |  |
| 4     | DEF   | ? |  |
| 5     | DEF   | ? |  |
| 6     | MED   | ? |  |
| 7     | MED   | ? |  |
| 8     | MED   | ? |  |
| 9     | MED   | ? |  |
| 10    | DEL   | ? |  |
| 11    | DEL   | ? |  |
| D. T. | D. T. | ? |  |

| 12 | Defensa        | ? | Entró |
| 13 | Centrocampista | ? | Entró |
| 14 | Delantero      | ? | Entró |

| 12 | Defensa        | ? | Entró |
| 13 | Centrocampista | ? | Entró |
| 14 | Delantero      | ? | Entró |

| Anotado · Anotado | ? | : |

| Anotado · Anotado | ? | : |

| Amonestado · Amonestado | ? |

| Amonestado · Amonestado | ? |

| Expulsado · Otorgado · Expulsado | ? |

| Expulsado · Otorgado · Expulsado | ? |

| Principal  | ? |
| Asistentes | ? |
|            | ? |
| Cuarto     | ? |

|                    |   |   |
| Tiros              | - | - |
| Tiros a puerta     | - | - |
| Faltas             | - | - |
| Saques de esquina  | - | - |
| Penaltis           | - | - |
| Fueras de juego    | - | - |
| Posesión del balón | % | % |

| Alineación inicial |

| 1     | POR   | ? |  |
| 2     | DEF   | ? |  |
| 3     | DEF   | ? |  |
| 4     | DEF   | ? |  |
| 5     | DEF   | ? |  |
| 6     | MED   | ? |  |
| 7     | MED   | ? |  |
| 8     | MED   | ? |  |
| 9     | MED   | ? |  |
| 10    | DEL   | ? |  |
| 11    | DEL   | ? |  |
| D. T. | D. T. | ? |  |

| 1     | POR   | ? |  |
| 2     | DEF   | ? |  |
| 3     | DEF   | ? |  |
| 4     | DEF   | ? |  |
| 5     | DEF   | ? |  |
| 6     | MED   | ? |  |
| 7     | MED   | ? |  |
| 8     | MED   | ? |  |
| 9     | MED   | ? |  |
| 10    | DEL   | ? |  |
| 11    | DEL   | ? |  |
| D. T. | D. T. | ? |  |

| 12 | Defensa        | ? | Entró |
| 13 | Centrocampista | ? | Entró |
| 14 | Delantero      | ? | Entró |

| 12 | Defensa        | ? | Entró |
| 13 | Centrocampista | ? | Entró |
| 14 | Delantero      | ? | Entró |

| Anotado · Anotado | ? | : |

| Anotado · Anotado | ? | : |

| Amonestado · Amonestado | ? |

| Amonestado · Amonestado | ? |

| Expulsado · Otorgado · Expulsado | ? |

| Expulsado · Otorgado · Expulsado | ? |

| Principal  | ? |
| Asistentes | ? |
|            | ? |
| Cuarto     | ? |

|                    |   |   |
| Tiros              | - | - |
| Tiros a puerta     | - | - |
| Faltas             | - | - |
| Saques de esquina  | - | - |
| Penaltis           | - | - |
| Fueras de juego    | - | - |
| Posesión del balón | % | % |

| Alineación inicial |

#### Final - Vuelta
| 1  | {{{POS LOCAL 1}}}  | {{{JUGADOR LOCAL 1}}}  |  |
| 2  | {{{POS LOCAL 2}}}  | {{{JUGADOR LOCAL 2}}}  |  |
| 3  | {{{POS LOCAL 3}}}  | {{{JUGADOR LOCAL 3}}}  |  |
| 4  | {{{POS LOCAL 4}}}  | {{{JUGADOR LOCAL 4}}}  |  |
| 5  | {{{POS LOCAL 5}}}  | {{{JUGADOR LOCAL 5}}}  |  |
| 6  | {{{POS LOCAL 6}}}  | {{{JUGADOR LOCAL 6}}}  |  |
| 7  | {{{POS LOCAL 7}}}  | {{{JUGADOR LOCAL 7}}}  |  |
| 8  | {{{POS LOCAL 8}}}  | {{{JUGADOR LOCAL 8}}}  |  |
| 9  | {{{POS LOCAL 9}}}  | {{{JUGADOR LOCAL 9}}}  |  |
| 10 | {{{POS LOCAL 10}}} | {{{JUGADOR LOCAL 10}}} |  |
| 11 | {{{POS LOCAL 11}}} | {{{JUGADOR LOCAL 11}}} |  |

| 1     | {{{POS VISITA 1}}} | {{{JUGADOR VISITA 1}}} |  |
| 2     | {{{POS VISITA 2}}} | {{{JUGADOR VISITA 2}}} |  |
| 3     | {{{POS VISITA 3}}} | {{{JUGADOR VISITA 3}}} |  |
| 4     | {{{POS VISITA 4}}} | {{{JUGADOR VISITA 4}}} |  |
| 5     | {{{POS VISITA 5}}} | {{{JUGADOR VISITA 5}}} |  |
| 6     | {{{POS VISITA 6}}} | ?                      |  |
| 7     |                    | ?                      |  |
| 8     |                    | ?                      |  |
| 9     |                    | ?                      |  |
| 10    |                    | ?                      |  |
| 11    |                    | ?                      |  |
| D. T. | D. T.              | ?                      |  |

| 12 | Defensa        | ? | Entró |
| 13 | Centrocampista | ? | Entró |
| 14 | Delantero      | ? | Entró |

| 12 | Defensa        | ? | Entró |
| 13 | Centrocampista | ? | Entró |
| 14 | Delantero      | ? | Entró |

| Anotado · Anotado | ? | : |

| Anotado · Anotado | ? | : |

| Sí · Sí · Sí · Sí · Sí | ? | : |

| Sí · Sí · Sí · Sí · Sí | ? | : |

| Amonestado · Amonestado | ? |

| Amonestado · Amonestado | ? |

| Expulsado · Otorgado · Expulsado | ? |

| Expulsado · Otorgado · Expulsado | ? |

|                    |   |   |
| Tiros              | - | - |
| Tiros a puerta     | - | - |
| Faltas             | - | - |
| Saques de esquina  | - | - |
| Penaltis           | - | - |
| Fueras de juego    | - | - |
| Posesión del balón | % | % |

| Alineación inicial |

| 1  | {{{POS LOCAL 1}}}  | {{{JUGADOR LOCAL 1}}}  |  |
| 2  | {{{POS LOCAL 2}}}  | {{{JUGADOR LOCAL 2}}}  |  |
| 3  | {{{POS LOCAL 3}}}  | {{{JUGADOR LOCAL 3}}}  |  |
| 4  | {{{POS LOCAL 4}}}  | {{{JUGADOR LOCAL 4}}}  |  |
| 5  | {{{POS LOCAL 5}}}  | {{{JUGADOR LOCAL 5}}}  |  |
| 6  | {{{POS LOCAL 6}}}  | {{{JUGADOR LOCAL 6}}}  |  |
| 7  | {{{POS LOCAL 7}}}  | {{{JUGADOR LOCAL 7}}}  |  |
| 8  | {{{POS LOCAL 8}}}  | {{{JUGADOR LOCAL 8}}}  |  |
| 9  | {{{POS LOCAL 9}}}  | {{{JUGADOR LOCAL 9}}}  |  |
| 10 | {{{POS LOCAL 10}}} | {{{JUGADOR LOCAL 10}}} |  |
| 11 | {{{POS LOCAL 11}}} | {{{JUGADOR LOCAL 11}}} |  |

| 1     | {{{POS VISITA 1}}} | {{{JUGADOR VISITA 1}}} |  |
| 2     | {{{POS VISITA 2}}} | {{{JUGADOR VISITA 2}}} |  |
| 3     | {{{POS VISITA 3}}} | {{{JUGADOR VISITA 3}}} |  |
| 4     | {{{POS VISITA 4}}} | {{{JUGADOR VISITA 4}}} |  |
| 5     | {{{POS VISITA 5}}} | {{{JUGADOR VISITA 5}}} |  |
| 6     | {{{POS VISITA 6}}} | ?                      |  |
| 7     |                    | ?                      |  |
| 8     |                    | ?                      |  |
| 9     |                    | ?                      |  |
| 10    |                    | ?                      |  |
| 11    |                    | ?                      |  |
| D. T. | D. T.              | ?                      |  |

| 12 | Defensa        | ? | Entró |
| 13 | Centrocampista | ? | Entró |
| 14 | Delantero      | ? | Entró |

| 12 | Defensa        | ? | Entró |
| 13 | Centrocampista | ? | Entró |
| 14 | Delantero      | ? | Entró |

| Anotado · Anotado | ? | : |

| Anotado · Anotado | ? | : |

| Sí · Sí · Sí · Sí · Sí | ? | : |

| Sí · Sí · Sí · Sí · Sí | ? | : |

| Amonestado · Amonestado | ? |

| Amonestado · Amonestado | ? |

| Expulsado · Otorgado · Expulsado | ? |

| Expulsado · Otorgado · Expulsado | ? |

|                    |   |   |
| Tiros              | - | - |
| Tiros a puerta     | - | - |
| Faltas             | - | - |
| Saques de esquina  | - | - |
| Penaltis           | - | - |
| Fueras de juego    | - | - |
| Posesión del balón | % | % |

| Alineación inicial |

| 1  | {{{POS LOCAL 1}}}  | {{{JUGADOR LOCAL 1}}}  |  |
| 2  | {{{POS LOCAL 2}}}  | {{{JUGADOR LOCAL 2}}}  |  |
| 3  | {{{POS LOCAL 3}}}  | {{{JUGADOR LOCAL 3}}}  |  |
| 4  | {{{POS LOCAL 4}}}  | {{{JUGADOR LOCAL 4}}}  |  |
| 5  | {{{POS LOCAL 5}}}  | {{{JUGADOR LOCAL 5}}}  |  |
| 6  | {{{POS LOCAL 6}}}  | {{{JUGADOR LOCAL 6}}}  |  |
| 7  | {{{POS LOCAL 7}}}  | {{{JUGADOR LOCAL 7}}}  |  |
| 8  | {{{POS LOCAL 8}}}  | {{{JUGADOR LOCAL 8}}}  |  |
| 9  | {{{POS LOCAL 9}}}  | {{{JUGADOR LOCAL 9}}}  |  |
| 10 | {{{POS LOCAL 10}}} | {{{JUGADOR LOCAL 10}}} |  |
| 11 | {{{POS LOCAL 11}}} | {{{JUGADOR LOCAL 11}}} |  |

| 1     | {{{POS VISITA 1}}} | {{{JUGADOR VISITA 1}}} |  |
| 2     | {{{POS VISITA 2}}} | {{{JUGADOR VISITA 2}}} |  |
| 3     | {{{POS VISITA 3}}} | {{{JUGADOR VISITA 3}}} |  |
| 4     | {{{POS VISITA 4}}} | {{{JUGADOR VISITA 4}}} |  |
| 5     | {{{POS VISITA 5}}} | {{{JUGADOR VISITA 5}}} |  |
| 6     | {{{POS VISITA 6}}} | ?                      |  |
| 7     |                    | ?                      |  |
| 8     |                    | ?                      |  |
| 9     |                    | ?                      |  |
| 10    |                    | ?                      |  |
| 11    |                    | ?                      |  |
| D. T. | D. T.              | ?                      |  |

| 12 | Defensa        | ? | Entró |
| 13 | Centrocampista | ? | Entró |
| 14 | Delantero      | ? | Entró |

| 12 | Defensa        | ? | Entró |
| 13 | Centrocampista | ? | Entró |
| 14 | Delantero      | ? | Entró |

| Anotado · Anotado | ? | : |

| Anotado · Anotado | ? | : |

| Sí · Sí · Sí · Sí · Sí | ? | : |

| Sí · Sí · Sí · Sí · Sí | ? | : |

| Amonestado · Amonestado | ? |

| Amonestado · Amonestado | ? |

| Expulsado · Otorgado · Expulsado | ? |

| Expulsado · Otorgado · Expulsado | ? |

|                    |   |   |
| Tiros              | - | - |
| Tiros a puerta     | - | - |
| Faltas             | - | - |
| Saques de esquina  | - | - |
| Penaltis           | - | - |
| Fueras de juego    | - | - |
| Posesión del balón | % | % |

| Alineación inicial |

| 1  | {{{POS LOCAL 1}}}  | {{{JUGADOR LOCAL 1}}}  |  |
| 2  | {{{POS LOCAL 2}}}  | {{{JUGADOR LOCAL 2}}}  |  |
| 3  | {{{POS LOCAL 3}}}  | {{{JUGADOR LOCAL 3}}}  |  |
| 4  | {{{POS LOCAL 4}}}  | {{{JUGADOR LOCAL 4}}}  |  |
| 5  | {{{POS LOCAL 5}}}  | {{{JUGADOR LOCAL 5}}}  |  |
| 6  | {{{POS LOCAL 6}}}  | {{{JUGADOR LOCAL 6}}}  |  |
| 7  | {{{POS LOCAL 7}}}  | {{{JUGADOR LOCAL 7}}}  |  |
| 8  | {{{POS LOCAL 8}}}  | {{{JUGADOR LOCAL 8}}}  |  |
| 9  | {{{POS LOCAL 9}}}  | {{{JUGADOR LOCAL 9}}}  |  |
| 10 | {{{POS LOCAL 10}}} | {{{JUGADOR LOCAL 10}}} |  |
| 11 | {{{POS LOCAL 11}}} | {{{JUGADOR LOCAL 11}}} |  |

| 1     | {{{POS VISITA 1}}} | {{{JUGADOR VISITA 1}}} |  |
| 2     | {{{POS VISITA 2}}} | {{{JUGADOR VISITA 2}}} |  |
| 3     | {{{POS VISITA 3}}} | {{{JUGADOR VISITA 3}}} |  |
| 4     | {{{POS VISITA 4}}} | {{{JUGADOR VISITA 4}}} |  |
| 5     | {{{POS VISITA 5}}} | {{{JUGADOR VISITA 5}}} |  |
| 6     | {{{POS VISITA 6}}} | ?                      |  |
| 7     |                    | ?                      |  |
| 8     |                    | ?                      |  |
| 9     |                    | ?                      |  |
| 10    |                    | ?                      |  |
| 11    |                    | ?                      |  |
| D. T. | D. T.              | ?                      |  |

| 12 | Defensa        | ? | Entró |
| 13 | Centrocampista | ? | Entró |
| 14 | Delantero      | ? | Entró |

| 12 | Defensa        | ? | Entró |
| 13 | Centrocampista | ? | Entró |
| 14 | Delantero      | ? | Entró |

| Anotado · Anotado | ? | : |

| Anotado · Anotado | ? | : |

| Sí · Sí · Sí · Sí · Sí | ? | : |

| Sí · Sí · Sí · Sí · Sí | ? | : |

| Amonestado · Amonestado | ? |

| Amonestado · Amonestado | ? |

| Expulsado · Otorgado · Expulsado | ? |

| Expulsado · Otorgado · Expulsado | ? |

|                    |   |   |
| Tiros              | - | - |
| Tiros a puerta     | - | - |
| Faltas             | - | - |
| Saques de esquina  | - | - |
| Penaltis           | - | - |
| Fueras de juego    | - | - |
| Posesión del balón | % | % |

| Alineación inicial |

## Campeón
|                             |
|                             |
| Costa del Este FC 1º título |